# Netstat
netstat (anglicky network statistics) je v informatice nástroj pro příkazový řádek, který zobrazuje aktivní (resp. navázaná) síťová spojení (příchozí i odchozí), směrovací tabulku a řadu statistik síťového rozhraní. Je dostupný jak na unixových systémech (Linux, BSD), tak v systémech Windows NT. Typicky je používán při hledání problémů v síti nebo ve funkci síťových programů.

## Parametry
Přepínače jsou uvozeny spojovníkem (-), nikoli lomítkem (/).
- -a : zobrazí všechna aktivní spojení a TCP a UDP porty na kterých naslouchají spuštěné procesy
- -b : zobrazí názvy spustitelných souborů (programů), které mají otevřené spojení nebo naslouchají na síťovém portu (platí pro systémy Windows XP, Windows Server 2003 a novější); pokud se na Mac OS X zkombinuje s přepínačem -i, vrátí celkový počet přenesených bajtů
- -e : zobrazuje ethernetové statistiky odeslaných a přijatých dat v bajtech a paketech; může být zkombinován s -s.
- -f : zobrazuje plná doménová jména (FQDN) (dostupné pouze ve Windows Vista a novějších)
- -g : zobrazuje informace o členech multicastových skupin pro jak IPv4, tak IPv6 (může být dostupné pouze v novějších operačních systémech)
- -i : zobrazuje statistiky pro zadané síťové rozhraní (není dostupné ve Windows)
- -n : IP adresy čísla portů jsou vyjádřena číselně (není použit reverzní převod pomocí DNS na jména)
- -m : zobrazuje statistiky streamů
- -o : zobrazuje aktivní TCP spojení včetně ID (PID) procesu příslušného spojení; může být kombinován s přepínači -a, -n a -p; funkční ve Windows XP, Windows 2003 Server (s hotfixem i ve Windows 2000)
- -p : v  systémech Windows a BSD zobrazuje specifikovaný protokol (tcp, udp, icmp, ip, tcpv6, udpv6, icmpv6 nebo ipv6)
- -p : v Linuxu zobrazuje, které procesy používají které sokety (podobné jako -b pod Windows); vyžaduje, aby byl spuštěn s právy správce
- -p : v systému Solaris zobrazuje specifikovaný protokol (ip, ipv6, icmp, icmpv6, igmp, udp, tcp nebo rawip)
- -r : zobrazuje obsah IP routovací tabulky (stejné jako příkaz route print ve Windows)
- -s : zobrazuje statistiky protokolu, implicitně jsou zobrazovány pro TCP, UDP, ICMP a IP; pokud je nainstalován protokol IPv6 ve Windows XP, jsou zobrazeny statistiky TCP přes IPv6, UDP přes IPv6, ICMPv6 a IPv6 protokoly; parametr -p může být použit k upřesnění nastavení protokolu
- -v : když je použit ve spojení s -b, zobrazí posloupnost komponent zahrnutých ve vytvoření spojení nebo naslouchání portu
- -interval : znovu zobrazí vybrané informace dle zadaného intervalu; stisknutí Ctrl + C přeruší zobrazování; když je parametr vynechán, netstat vypíše vybrané informace pouze jednou
- -h (Unix), resp. /? (Windows) : zobrazí nápovědu

## Popis výstupu
Výstup příkazu netstat obsahuje dvě části. První je věnovaná protokolům TCP a UDP a druhá (která je k dispozici jen v unixových systémech) popisuje unixové sokety.

### Výstup pro TCP/IP
Následující příklad popisuje stav protokolů TCP a UDP (tučně vyznačený text je zadán jako příkaz na příkazovém řádku v Linuxu):
```
$ netstat -pantu
Active Internet connections (servers and established)
Proto Recv-Q Send-Q Local Address Foreign Address State PID/Program name
tcp 0 0 0.0.0.0:53 0.0.0.0:* LISTEN 1257/named
tcp 0 0 0.0.0.0:22 0.0.0.0:* LISTEN 1329/sshd
tcp 0 52 10.1.0.1:22 10.1.0.10:57566 SPOJENO 2284/0
udp 0 0 0.0.0.0:53 0.0.0.0:* 1257/named
```

ProtoSloupec Proto obsahuje název protokolu- Jméno protokolu (TCP nebo UDP).
Local AddressSloupec Local Address (místní adresa) obsahuje IP adresu místního konce spojení, za dvojtečkou pak číslo používaného portu (neurčený port obsahuje hvězdičku). Protože byl zadán přepínač -n, jsou místo jmen zobrazeny IP adresy. Pokud není port doposud nastaven, číslo portu se zobrazí jako hvězdička (*).
Foreign AddressSloupec Foreign Address (vzdálená adresa) obsahuje IP adresu a port vzdáleného konce spojení (typicky IP adresa vzdáleného počítače).
StateSloupec State (stav) popisuje interní stav TCP spojení (CLOSE_WAIT, CLOSED, ESTABLISHED, FIN_WAIT_1, FIN_WAIT_2, LAST_ACK, LISTEN, SYN_RECEIVED, SYN_SEND a TIME_WAIT).
PID/Program nameSloupec PID/Program name (číslo procesu/název programu) obsahuje identifikaci spuštěného programu, kterému příslušné spojení přísluší.

### Výstup unixových soketů
V následujícím výpisu jsou zobrazeny otevřené unixové sokety:
```
Active UNIX domain sockets (w/o servers)
Proto RefCnt Flags Type State I-Node Path
unix 11 [ ] DGRAM 11237 /dev/log
unix 3 [ ] STREAM CONNECTED 11848 @/var/run/hald/dbus-LRRvLjNTgb
```

## Příklady
Zobrazujeme statistiky pouze TCP a UDP protokolů. Napište jeden z následujících příkazů:
```
netstat -sp tcp
```

```
netstat -sp udp
```

zobrazí aktivní TCP spojení a ID procesů každých 5 sekund. Napište následující příkaz (Na Microsoft Windows funguje jedině na XP a 2003 nebo na Windows 2000 s hotfixem):
```
netstat -o 5
```

Mac OS X verze:
```
netstat -w 5
```

Zobrazuje aktivní TCP spojení a ID procesy pomocí číselné podoby. Napište následující příkaz (Na Microsoft Windows funguje jedině na XP a 2003 nebo na Windows 2000 s hotfixem):
```
netstat -no
```

Zobrazuje všechny otevřené porty a procesy s id ‚pid‘:
```
netstat -ao | grep "pid"
```